# Операріо Ферровіаріо
«Операріо Ферровіаріо» (порт. Operário Ferroviário Esporte Clube) — бразильський футбольний клуб з міста Понта-Гросса, штат Парана. Команда одного разу виступала в Серії A.

## Історія
Команду було засновано 1 травня 1912 року, це другий найстарший футбольний клуб в штаті Парана. В 1969 році команда стала переможцем південної зони другого дивізіону Чемпіонату штату Паранаенсе. «Операріу» виступали в Серії А 1979 року, а також виступали в Серії B в 1980, 1989, 1990 та 1991 роках.

## Досягнення
- Ліга Паранаенсе
  -  Чемпіон (1): 2015

- Другий дивізіон Ліги Паранаенсе
  -  Чемпіон (1): 1969

## Стадіон
Свої домашні поєдинки клуб проводить на стадіоні «Жерману Крюгер», який також відомий як «Ештадіу Віла Офесінаш». Стадіон може вмістити 13 000 вболівальників.

## Відомі гравці
- Жилберту Вілліам Фабрру
- Данило